# Jaime Alfonsín
Jaime Alfonsín Alfonso (Lugo, 18 de agosto de 1956), I marqués de Alfonsín y grande de España, es un jurista español. Abogado del Estado de profesión, es conocido por haber servido durante casi tres décadas al rey Felipe VI, primero como jefe de la Secretaría de Su Alteza Real el Príncipe de Asturias entre 1995 y 2014 y, después, como jefe de la Casa de Su Majestad el Rey entre 2014 y 2024.

## Biografía
En 1978 se licenció en Derecho en la Universidad Autónoma de Madrid obteniendo el primer premio extraordinario de su promoción. En 1980 ingresa en el Cuerpo de Abogados del Estado, donde presta servicios en las Delegaciones de Hacienda de Teruel y Cuenca, en el Ministerio de la Presidencia, en el Tribunal Supremo y en la Asesoría Jurídica de la Comisión Europea.
En 1982 fue nombrado director general de Cooperación con los Regímenes Autonómicos del Ministerio de Administración Territorial por el entonces ministro Luis Cosculluela Montaner.
De 1984 a 1992 fue secretario general y jefe de la asesoría jurídica de Barclays Bank y desde 1992 a 1995 ejerció la abogacía en el despacho Uría Menéndez.
Ha sido profesor de Derecho de la Unión Europea en el ICADE y fue profesor de Derecho Fiscal en la Universidad Autónoma de Madrid.
En diciembre de 1995 se incorporó a la Casa de Su Majestad el Rey como jefe de la Secretaría de Su Alteza Real el Príncipe de Asturias, Felipe de Borbón y Grecia. Con el ascenso de este al trono, fue nombrado Jefe de la Casa de Su Majestad el Rey el 23 de junio de 2014.
En enero de 2024, la Casa Real hizo público que Jaime Alfonsín abandonaría la Jefatura de la Casa en febrero de ese año, tras más de 9 años y medio en el cargo. Desde entonces, es consejero privado del rey y miembro de honor del Patronato de la Fundación Princesa de Asturias.
El 14 de octubre de 2024 fue elegido Académico de Número de la Real Academia de Ciencias Morales y Políticas, siendo avalada su candidatura por los académicos Miguel Herrero y Rodríguez de Miñón —uno de los padres de la Constitución—, Santiago Muñoz Machado —director de la Real Academia Española— y María Emilia Casas —presidenta emérita del Tribunal Constitucional—.
Con motivo del XI aniversario de su proclamación, el rey Felipe le otorgó el Marquesado de Alfonsín, con grandeza de España.

## Vida personal
Alfonsín está casado con la abogada Natalia Uranga, a quien conoció en el despacho Uría Menéndez. Tienen dos hijas: Natalia y María.

## Distinciones
- Gran Cruz del Mérito Naval, con distintivo blanco (2004).[9]
- Gran Cruz de la Orden del Mérito de la República Portuguesa (2007).[10]
- Banda de la Orden Mexicana del Águila Azteca (2015).[11]
- Gran Cruz de la Orden Militar de Cristo (2017).[12]
- Gran Cruz de la Orden del Infante Don Enrique (2018).[13]
- Gran Cruz de la Orden de Carlos III (2024)[14]